# Carolyn Jones
Carolyn Sue Jones (Amarillo, 28 de abril de 1930 — West Hollywood, 3 de agosto de 1983) foi uma atriz de cinema e televisão norte-americana
Sua carreira começou nos anos 1950 e no final da década seu talento foi reconhecido com uma indicação ao Oscar da Academia de Melhor Atriz Coadjuvante por The Bachelor Party (1957) e a um Globo de Ouro, tornando-a uma das mais promissoras atrizes da década seguinte. Sua carreira perdurou por 20 anos. Em 1964, ela interpretou o papel que a tornou bastante conhecida, o de Mortícia Addams, na série de televisão A Família Addams, transmitida de 1964 a 1966.

## Biografia
Carolyn nasceu em 1930, em Amarillo, no Texas. Era filha de Chloe Jeanette Southern, uma dona de casa, e de Julius Alfred Jones, um barbeiro. Depois que seu pai abandonou a família em 1934, Carolyn, sua irmã Bette Rhea e sua mãe se mudaram para a casa de parentes em Amarillo.
Carolyn sofria de asma crônica quando criança, o que restringiu e muito sua infância. Quando uma crise começava e a impedia de ir ao cinema, Carolyn lia os guias de cinema e revistas de Hollywood, aspirando ser atriz algum dia. Aos 17 anos, ela ingressou em uma escola de teatro, a Pasadena Playhouse, na Califórnia, onde a mensalidade era paga por seu avô, Charles W. Baker.

## Carreira
Depois de ser descoberta no teatro, Carolyn conseguiu um contrato com a Paramount Pictures, onde fez seu primeiro filme, um papel sem créditos em The Turning Point (1952). Em 1953, casou-se com o aspirante a cineasta Aaron Spelling. Carolyn faria participações em várias séries de TV como Dragnet, The Big Heat (1953), além de um papel de maior destaque em House of Wax (1953). Atuou também em Shield for Murder (1954), onde ganhou 500 dólares ao dia.
Em 1953, ela estrelaria From Here to Eternity, no papel de Alma "Lorene" Burke, personagem escrito especialmente para ela. Porém, uma pneumonia a obrigou a se afastar do filme. Seu papel foi entregue a Donna Reed que ganhou o Oscar da Academia de Melhor Atriz Coadjuvante.
Seu papel de maior destaque, porém, veio em 1964, onde ela estrelou A Família Addams, no papel de Mortícia, o que lhe rendeu a fama de atriz de comédia e uma indicação ao Globo de Ouro. Também trabalhou na série Batman, onde interpretou Marsha, a Rainha dos Diamantes. Em 1976 fez a rainha Hipólita, mãe da Mulher-Maravilha, na série de mesmo nome.
Seu último papel foi na novela Capitol, onde interpretava a matriarca da família Clegg, desde o primeiro episódio, em março de 1982 a março de 1983, quando já tinha sido diagnosticada com câncer. Em suas ausências, a atriz Marla Adams a substituia.

## Casamentos

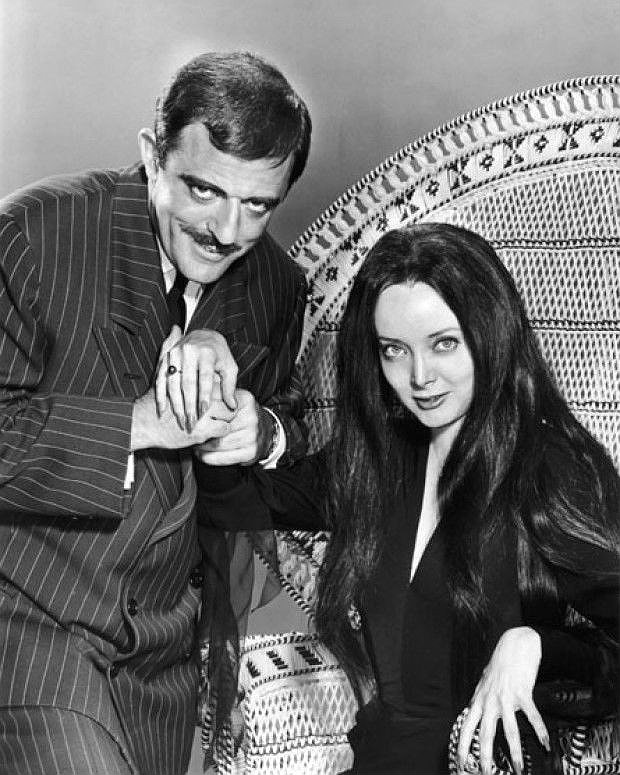
Carolyn Jones e John Astin como Gomez e Morticia Addams em A Família Addams (1964)

Carolyn se casou quatro vezes e não teve filhos: o primeiro, com Donald G. Donaldson de 1950 até o divórcio, o segundo com Aaron Spelling, que durou de 10 de abril de 1953 a 1964, acabando em divórcio, onde se converteu ao judaísmo; o terceiro, com Herbert S. Greene, que durou de 1968 a 1977, e também acabou em divórcio; e, finalmente, o último casamento foi com Peter Bailey-Britton, de setembro de 1982 até a data de sua morte.

## Doença e morte
Pouco depois da estreia de Capitol, Carolyn foi diagnosticada com câncer colorretal e chegou a atuar em algumas cenas em uma cadeira de rodas. O câncer se espalhou rápido, para o estômago e para o fígado e apesar da dor intensa, ela conseguiu terminar a primeira temporada de Capitol. Apesar de fazer tratamento contra o câncer, ela dizia aos colegas que estava tratando uma úlcera.
Após um breve período de remissão, o câncer retornou em 1982. Em setembro do mesmo ano, percebendo que morreria em breve, Carolyn se casou com seu namorado nos últimos cinco anos, o ator Peter Bailey-Britton em outubro de 1982. Na ocasião, já estava muito debilitada pela doença, e já se encontrava sem os cabelos, que caíram devido à quimioterapia.
Em julho de 1983, Carolyn entrou em coma em sua casa, em West Hollywood. Ela faleceu em sua casa, em 3 de agosto de 1983, aos 53 anos, de câncer de cólon. Seu corpo foi cremado no dia seguinte e uma cerimônia foi feita apenas para parentes e amigos próximos. Suas cinzas foram sepultadas junto à cripta de sua mãe, no Cemitério Melrose Abbey Memorial Park, em Anaheim, na Califórnia. Sua peruca e seu vestido de Mortícia Addams foram doados para a Academia de Artes e Ciências Cinematográficas.

## Filmografia
| Filmes | Filmes                         | Filmes                       | Filmes                   |
| Ano    | Título                         | Título em português          | Papel                    |
| ------ | ------------------------------ | ---------------------------- | ------------------------ |
| 1952   | The Turning Point              | Tributo de Sangue            | Miss Lillian Smith       |
| 1952   | Road to Bali                   | De Tanga e Sarongue          | Eunice                   |
| 1953   | Off Limits                     | O Promotor de Encrencas      | Deborah                  |
| 1953   | House of Wax                   | Museu de Cera                | Cathy Gray               |
| 1953   | The War of the Worlds          | A Guerra dos Mundos          | Convidada loira da festa |
| 1953   | The Big Heat                   | Os Corruptos                 | Doris                    |
| 1953   | Geraldine                      | Lábios Ardentes              | Kitty                    |
| 1954   | Make Haste to Live             | Ódio que não Perdoa          | Mary Rose                |
| 1954   | The Saracen Blade              | A Espada Sarracena           | Elaine de Siniscola      |
| 1954   | Shield for Murder              | Caçado como Fera             | Beth                     |
| 1954   | Three Hours to Kill            | Três Horas para Matar        | Polly                    |
| 1954   | Désirée                        | Désirée                      | Madame Tallien           |
| 1955   | The Seven Year Itch            | O Pecado Mora ao Lado        | Miss Finch               |
| 1955   | The Tender Trap                | Armadilha Amorosa            | Helen                    |
| 1956   | Invasion of the Body Snatchers | Vampiros de Almas            | Theodora "Teddy" Belicec |
| 1956   | The Man Who Knew Too Much      | O Homem Que Sabia Demais     | Cindy Fontaine           |
| 1957   | The Bachelor Party             | Despedida de Solteiro        | A Existencialista        |
| 1957   | Johnny Trouble                 | A Esperança Morre Conosco    | Julie Horton             |
| 1957   | Baby Face Nelson               | Assassino Público Número Um  | Sue Nelson               |
| 1958   | Marjorie Morningstar           | Até o Último Alento          | Marsha Zelenko           |
| 1958   | King Creole                    | Balada Sangrenta             | Ronnie                   |
| 1959   | The Man in the Net             | A Mulher Que Comprou a Morte | Linda Hamilton           |
| 1959   | A Hole in the Head             | Os Viúvos Também Sonham      | Shirl                    |
| 1959   | Career                         | Calvário da Glória           | Shirley Drake            |
| 1959   | Last Train from Gun Hill       | Duelo de Titãs               | Linda                    |
| 1960   | Ice Palace                     | O Gigante de Gelo            | Bridie Ballantyne        |
| 1961   | Sail a Crooked Ship            | O Capitão Era um Pirata      | Virginia                 |
| 1962   | How the West Was Won           | A Conquista do Oeste         | Julie Rawlings           |
| 1963   | A Ticklish Affair              | Operação Matrimônio          | Tandy Martin             |
| 1969   | Heaven with a Gun              | O Céu à Mão Armada           | Madge McCloud            |
| 1969   | Color Me Dead                  | -                            | Paula Gibson             |
| 1977   | Eaten Alive                    | Devorado Vivo                | Miss Hattie              |
| 1979   | Good Luck, Miss Wyckoff        | -                            | Beth                     |

| Televisão | Televisão                                                   | Televisão                                                                                         | Televisão |
| Ano       | Título                                                      | Papel                                                                                             |           |
| --------- | ----------------------------------------------------------- | ------------------------------------------------------------------------------------------------- | --------- |
| 1952      | Gruen Guild Playhouse                                       | Desconhecida (1 episódio)                                                                         |           |
| 1952 - 54 | Mr. and Mrs. North                                          | Ellen (3 episódios)                                                                               |           |
| 1953 - 55 | Dragnet                                                     | Donna Stewart (5 episódios)                                                                       |           |
| 1954      | Lux Video Theatre                                           | Desconhecida (1 episódio)                                                                         |           |
| 1954      | The Pepsi-Cola Playhouse                                    | Karen Brook (3 episódios)                                                                         |           |
| 1954      | Four Star Playhouse                                         | Dolores (1 episódio)                                                                              |           |
| 1954      | The Colgate Comedy Hour                                     | Desconhecida (1 episódio)                                                                         |           |
| 1954 - 55 | City Detective                                              | Alene (2 episódios)                                                                               |           |
| 1954 - 55 | Treasury Men in Action                                      | Eadie Starr (3 episódios)                                                                         |           |
| 1954 - 55 | Studio 57                                                   | Corinna Rogers (4 episódios)                                                                      |           |
| 1954 - 57 | Schlitz Playhouse of Stars                                  | Garota / Sarah / June Sardo (4 episódios)                                                         |           |
| 1955      | Meet Mr. McNutley                                           | Risa Powell (1 episódio)                                                                          |           |
| 1955      | My Favorite Husband                                         | Janie Cooper (1 episódio)                                                                         |           |
| 1955      | Alfred Hitchcock Presents                                   | Pamela Waring (1 episódio)                                                                        |           |
| 1955 - 56 | The 20th Century Fox Hour                                   | Marcia Bridges e Rita Kirby (2 episódios)                                                         |           |
| 1955 - 57 | The Millionaire                                             | Carol Fletcher e Emily Short (2 episódios)                                                        |           |
| 1956      | Star Stage                                                  | Desconhecida (1 episódio)                                                                         |           |
| 1956      | Passport to Danger                                          | Celia (2 episódios)                                                                               |           |
| 1957      | Wire Service                                                | Eve (1 episódio)                                                                                  |           |
| 1957      | Panic!                                                      | Janet Hunter (1 episódio)                                                                         |           |
| 1957      | General Electric Theater                                    | Phyllis (1 episódio)                                                                              |           |
| 1957      | Climax!                                                     | Helen (1 episódio)                                                                                |           |
| 1957 - 61 | Zane Grey Theater                                           | Julie Whiting / Sal / Ella Clanton (3 episódios)                                                  |           |
| 1957 - 63 | Wagon Train (Caravana)                                      | Molly Kincaid / Jenna Douglas / Julie Cameron (3 episódios)                                       |           |
| 1958      | Playhouse 90                                                | Julie (1 episódio)                                                                                |           |
| 1959      | The David Niven Show                                        | Garota (1 episódio)                                                                               |           |
| 1960      | The DuPont Show with June Allyson                           | Lena Murchak (1 episódio)                                                                         |           |
| 1961 - 62 | The Dick Powell Show                                        | Cleo Plowright / Hannah Cole / Julie Greer (3 episódios)                                          |           |
| 1962      | Frontier Circus                                             | Amy Tyson (1 episódio)                                                                            |           |
| 1962      | The Lloyd Bridges Show                                      | Cathy (1 episódio)                                                                                |           |
| 1962      | Dr. Kildare                                                 | Evy Schaller (1 episódio)                                                                         |           |
| 1963 - 64 | Burke's Law (A Lei de Burke)                                | Carole Durand / Betsy Richards / Meredith Richards / Jane Richards / Olivia Manning (2 episódios) |           |
| 1964      | The DuPont Show of the Week                                 | Jo Jo (1 episódio)                                                                                |           |
| 1964 - 66 | A Família Addams                                            | Mortícia Addams (64 episódios)                                                                    |           |
| 1966 - 67 | Batman                                                      | Marsha, Rainha dos Diamantes e Marsha (5 episódios)                                               |           |
| 1967      | Rango                                                       | Desconhecida (1 episódio)                                                                         |           |
| 1967      | The Danny Thomas Hour                                       | Stacey McCall (1 episódio)                                                                        |           |
| 1969      | Bracken's World                                             | Paula Shannon (1 episódio)                                                                        |           |
| 1969      | The Mod Squad                                               | Lisa Whittaker / Ginny (1 episódio)                                                               |           |
| 1969      | Love, American Style (O Jogo Perigoso do Amor)              | Vera (2 episódios)                                                                                |           |
| 1970      | The Name of the Game (Os Audaciosos)                        | Lydia Mulholland (1 episódio)                                                                     |           |
| 1971      | The Virginian (O Homem de Virgínia)                         | Annie Spencer (1 episódio)                                                                        |           |
| 1971      | Don August                                                  | Desconhecida (1 episódio)                                                                         |           |
| 1972      | The New Scooby-Doo Movies                                   | Voz de Mortícia Frump Addams (1 episódio)                                                         |           |
| 1972      | Ghost Story                                                 | Martha Alcott (1 episódio)                                                                        |           |
| 1973      | The New Perry Mason                                         | Marian Ryan (1 episódio)                                                                          |           |
| 1973 - 81 | Match Game 73                                               | Ela mesma (1 episódio)                                                                            |           |
| 1974      | Ironside (Têmpera de Aço)                                   | Justine Cross (2 episódios)                                                                       |           |
| 1975      | Kolchak: The Night Stalker (Kolchak e os demônios da noite) | A Escrivã (1 episódio)                                                                            |           |
| 1976      | Ellery Queen                                                | Rita Radcliffe (1 episódio)                                                                       |           |
| 1976 - 77 | Wonder Woman (Mulher Maravilha)                             | Rainha Hypolita (3 episódios)                                                                     |           |
| 1977      | Roots                                                       | Mrs. Moore (4 episódios)                                                                          |           |
| 1977      | Little Ladies of the Night (Filme para TV)                  | Marilyn Atkins                                                                                    |           |
| 1977      | Hallloween with the New Addams Family (Filme para TV)       | Mortícia Addams / Ophelia Frump                                                                   |           |
| 1977 - 81 | Quincy M.E.                                                 | Victoria Sawyer / Sybil Presstin / Enfermeira Barbara Grayson (3 episódios)                       |           |
| 1979      | The Love Boat (O Barco do Amor)                             | Margaret Jerome (1 episódio)                                                                      |           |
| 1979      | The French Atlantic Affair                                  | Peg (1 episódio)                                                                                  |           |
| 1979 - 82 | Fantasy Island (Ilha da Fantasia)                           | Ellie Ackland / Clora McAllister / Jessie DeWinter / Ellie Simpson (4 episódios)                  |           |
| 1980      | The Dream Merchants (Filme para TV)                         | Vera                                                                                              |           |
| 1981      | Midnight Lace (Filme para TV)                               | Bernadette Chance                                                                                 |           |
| 1982      | Capitol                                                     | Myrna Clegg (8 episódios)                                                                         |           |